# Bóng đá tại Thế vận hội Mùa hè 2012 – Vòng loại Nam khu vực châu Á (Vòng 4)
Các trận đấu thuộc vòng thứ tư của vòng loại môn bóng đá nam Thế vận hội Mùa hè 2012 khu vực châu Á diễn ra từ ngày 25 đến ngày 29 tháng 3 năm 2012. Malaysia ban đầu đã được chọn làm địa điểm trung lập diễn ra vòng loại, tuy nhiên việc cải tạo sân vận động Bukit Jalil - địa điểm thi đấu được đề xuất - không kịp tiến độ cũng như không thể tìm kiếm địa điểm khác do vướng lịch thi đấu giải trong nước. Việt Nam sau đó được Ủy ban thi đấu AFC chọn làm địa điểm thay thế, với các trận đấu diễn ra tại sân vận động quốc gia Mỹ Đình, Hà Nội.

## Thể thức
Ba đội nhì bảng từ vòng 3 sẽ thi đấu vòng tròn một lượt tính điểm tại một địa điểm trung lập. Trong trường hợp có hai đội bằng điểm và các chỉ số sau khi kết thúc loạt trận, sẽ có một trận play-off bổ sung giữa hai đội này để xác định thứ hạng. Đội đứng thứ nhất ở vòng này sẽ gặp đội xếp thứ tư của vòng loại châu Phi trong trận play-off để giành một suất tham dự Thế vận hội Mùa hè.

## Các đội tuyển giành quyền tham dự
| Bảng (Vòng 3) | Nhì bảng   |
| ------------- | ---------- |
| A             | Oman       |
| B             | Uzbekistan |
| C             | Syria      |

## Lịch thi đấu
Lịch thi đấu như sau.
| Lượt đấu              | Ngày                |
| --------------------- | ------------------- |
| Lượt đấu 1            | 25 tháng 3 năm 2012 |
| Lượt đấu 2            | 27 tháng 3 năm 2012 |
| Lượt đấu 3            | 29 tháng 3 năm 2012 |
| Lượt đấu phụ (nếu có) | 31 tháng 3 năm 2012 |

## Trọng tài
Dưới đây là các trọng tài được phân công cho vòng đấu.
| Trọng tài                | Trợ lý trọng tài      |
| ------------------------ | --------------------- |
| Benjamin Williams        | Cream Matthew James   |
| Benjamin Williams        | Hobson Brad           |
| Benjamin Williams        | Võ Minh Trí           |
| Alireza Faghani          | Kamranifar Hassan     |
| Alireza Faghani          | Sokhandan Reza        |
| Alireza Faghani          | Ghanremani Mohsen     |
| Abdul Bashir Abdul Malik | Gek Pheng Jeffrey Goh |
| Abdul Bashir Abdul Malik | Lee Tzu Liang Edwin   |
| Abdul Bashir Abdul Malik | Muhammad Taqi         |

## Các trận đấu
| VT | Đội        | ST | T | H | B | BT | BB | HS | Đ | Giành quyền tham dự   |     |   |     |     |
| -- | ---------- | -- | - | - | - | -- | -- | -- | - | --------------------- | --- | - | --- | --- |
| 1  | Oman       | 2  | 1 | 1 | 0 | 3  | 1  | +2 | 4 | Play-off liên lục địa |     | — | 2–0 | —   |
| 2  | Uzbekistan | 2  | 1 | 0 | 1 | 2  | 3  | −1 | 3 |                       |     | — | —   | 2–1 |
| 3  | Syria      | 2  | 0 | 1 | 1 | 2  | 3  | −1 | 1 |                       | 1–1 | — | —   |     |

| Syria          | 1–1      | Oman                  |
| -------------- | -------- | --------------------- |
| Al Douni 90+5' | Chi tiết | Al-Hadhri 44' (ph.đ.) |

| Uzbekistan              | 2–1      | Syria      |
| ----------------------- | -------- | ---------- |
| Turaev 73' · Zoteev 88' | Chi tiết | Shahen 14' |

| Oman                                | 2–0      | Uzbekistan |
| ----------------------------------- | -------- | ---------- |
| Al-Hadhri 16' (ph.đ.) · Saleh 45+2' | Chi tiết |            |

## Cầu thủ ghi bàn
Đã có 7 bàn thắng ghi được trong 3 trận đấu, trung bình 2.33 bàn thắng mỗi trận đấu.
2 bàn thắng
- Hussain Al-Hadhri

1 bàn thắng
- Raed Ibrahim Saleh
- Yasser Shahen
- Ahmad Al Douni
- Kenja Turaev
- Oleg Zoteev